# Tokyo Opera City Tower
Tokyo Opera City Tower (東京 オ ペ ラ ラ ィ Tōkyō Opera Shiti Tawā) è un grattacielo situato a Shinjuku, Tokyo, in Giappone.
Completato nel 1996, è alto 234 metri e 54 piani. La torre è il terzo edificio più alto di Shinjuku e il settimo più alto di Tokyo. La stazione ferroviaria più vicina a Opera City è Hatsudai.
L'edificio ospita sale da concerto, una galleria d'arte, un museo d'arte multimediale (NTT InterCommunication Centre), molti ristoranti e negozi ai piani inferiori. I piani dal quinto al cinquantaduesimo ospitano uffici.
L'edificio è adiacente al New National Theatre; il complesso combinato della torre e del teatro è chiamato "Tokyo Opera City".